# Federazione pallavolistica del Kuwait
La Federazione kuwaitiana di pallavolo (eng. Kuwait Volleyball Association, KVA) è un'organizzazione fondata per governare la pratica della pallavolo in Kuwait.
Organizza il campionato maschile e femminile, e pone sotto la propria egida la nazionale maschile e femminile.
Ha aderito alla FIVB nel 1964.